# Saxifraga yarlungzangboensis
Saxifraga yarlungzangboensis är en stenbräckeväxtart som beskrevs av J.T. Pan. Saxifraga yarlungzangboensis ingår i Bräckesläktet som ingår i familjen stenbräckeväxter. Inga underarter finns listade i Catalogue of Life.